# 大愚元勝
大愚 元勝（たいぐ げんしょう、1972年 (昭和47年) 8月22日- ）は、日本の禅僧。佛心宗大叢山福厳寺第31代住職、佛心僧学院学長。実業家（FMT整体、ワールドウィング小牧）・作家・講演家・セラピスト・空手家。

## 来歴
愛知県小牧市の福厳寺の次男に生まれる。駒澤大学卒業、愛知学院大学大学院修了。学位は修士（文学）。
3歳より経を習い10歳で僧籍を取得するが、師匠やしきたりの重圧に反発して寺を飛び出す。32歳で起業して、仏教理念から恵まれる仕組みを構築して複数の会社を立ち上げる。38歳で再び寺に戻ることを決意。
2015年に42歳で小牧市で540年続く禅寺、福厳寺の第31代住職に就任。
2017年にYouTubeのチャンネル【大愚和尚の一問一答/Osho Taigu’s Heart of Buddha】を開設し、YouTuberとしても活動する。内容は人々から寄せられた悩み事相談に動画で答えるという形式。2022年12月時点では登録者数は56万人で、再生回数が220万回を越える動画も存在している。

## 著書
高瀬元勝名義
- 『親・指導者の「常識」がつくり出す子どものスポーツ障害 : だから治らない、防げない!!』（現代書林、2012年）ISBN 978-4-7745-1350-8

大愚元勝名義
- 『苦しみの手放し方』（ダイヤモンド社、2020年）ISBN 978-4478102787
- 『人生が確実に変わる 大愚和尚の答え 一問一答公式』（飛鳥新社、2020年）ISBN 978-4864107624
- 『ひとりの「さみしさ」と うまくやる本―孤独をたのしむ。』（興陽館、2021年→2024年）ISBN 978-4-87723-329-7
- 『最後にあなたを救う禅語』（扶桑社、2020年→扶桑社新書、2022年→扶桑社文庫、2024年）ISBN 978-4-594-09859-9
- 『日めくり毎日一禅 - 今日の心と言葉 - 』（扶桑社、2021年）ISBN 978-4-594-08783-8
- 『和尚が伝える心が軽くなるブッダの言葉 - 悩みや不安がスーッと消える - 』（大洋図書、2022年）ISBN 978-4-8130-8433-4
- 『思いを手放すことば - 苦しい心が軽くなる - 』（KADOKAWA、2023年）ISBN 978-4-04-897508-7
- 『これでは、不幸まっしぐら - 今すぐ変えたい30の思考・行動 - 』（佼成出版社、2023年）978-4-333-02892-4
- 『自分という壁 - 自分の心に振り回されない29の方法 - 』（アスコム、2023年）ISBN 978-4-7762-1226-3
- 『心が整うおみおくり - 残された人がよく生きるための葬儀・お墓・供養のこと - 』（中央公論新社、2024年）ISBN 978-4-12-005838-7
- 『幸せに生きる49の処方箋』（大洋図書、2024年）ISBN 978-4-8130-8563-8
- 『愚恋に説法 - 恋の病に効く30の処方箋 - 』（小学館、2024年）ISBN 978-4-09-389181-3
- 『言葉の力 - 善き言葉の習慣が人生を変える - 』（ナーランダ出版、2025年）ISBN 978-4-911422-00-7
- 『お金と宗教の歴史』（東洋経済新報社、2025年）ISBN 978-4-492-22427-4

### 監修
- 『1日3分でしなやかな心が育つ禅のことば』（講談社、2023年）ISBN 978-4-06-531752-5
- 『ブッダの教え見るだけノート - 人生のあらゆる悩みを2時間で解決できる! - 』（宝島社、2024）ISBN 978-4-299-05333-6